# Ферейдун Батманжелидж
Ферейдун Батманжелидж (на английски: Fereydoon Batmanghelidj) е американски терапевт от ирански произход, известен с книгите си „Тялото жадува за вода“ и „Вие не сте болни, вие сте жадни“, както и с други трудове, отнасящи се до лечението с вода.

## Биография
Роден е през 1931 година в Техеран, Иран, в заможно персийско семейство. Бъдещият „Доктор Батман“ („Dr. Batman“, or „Dr. B“) има съдбата да е част от елита на страната, а семейството му да е близко до шаха, което ще преобърне живота му след свалянето на шаха през 1979 г.
През 1946 г. родителите му го изпращат да учи в частно училище (Fettes College) в Единбург, Шотландия. През 1951 г. успява да запише направо втори курс на Училището по медицина с болницата „Света Мария“ при Лондонския университет, където е един от студентите на Александър Флеминг, откривателя на пеницилина. След завършване на следването си е назначен за ординатор в същата университетска болница.
Когато д-р Батманжелидж се връща в Иран, участва активно в изграждането с пари на семейството си на спортен комплекс за деца, няколко болници, както и в построяването на благотворителен медицински център.
Когато през 1979 година в Иран избухва т.нар. революция (Иранска революция), д-р Батманжелидж, като виден член на известно семейство, е хвърлен в затвора „Евин“ и включен в списък на осъдени на разстрел. Екзекуцията му обаче е отложена и той е поставен в режим на практикуващ доктор сред затворниците в изчакване на дата за разстрела.
След освобождаването му от затвора през 1982 година д-р Батманжелидж избягва от Иран и пристига в САЩ, където се установява до края на живота си, продължавайки медицинските си изследвания.
Има четири деца от белгийската си съпруга Лусил: Ардешир, Лайла, Бабак и Камила. Бракът му с Лусил Батманжелидж завършва с развод.
Умира на 15 ноември 2004 г. от усложнения след прекарана пневмония в Inova Fairfax Hospital във Вирджиния, САЩ.
Наследяват го съпругата му Сяопо Хуанг Батманжелидж, с която живее през последните си години във Фолс Чърч, Вирджиния, както и живите три деца от първия му брак – Ардешир Батманжелидж, който живее в Салисбъри, Масачузетс, Камила Батманжелидж, живееща в Лондон, и Бабак Батманжелидж, живеещ в Маклийн, заедно с четири внуци от тях.

## Медицинска кариера
Очаквайки правосъдие в затвора „Евин“, политическият затворник д-р Батманжелидж прави историческо откритие за лечебната сила на водата. Една нощ д-р Батманжелидж трябвало да лекува другаря си по килия, който страдал от остра язвена болка. Тъй като нямал под ръка никакви медикаменти, д-р Батманжелидж дал на човека, който се превивал от болка, да изпие две чаши вода. След осем минути болката изчезнала. След като му препоръчал да изпива по две чаши вода през три часа, този човек повече нито веднъж не изпитал болка през останалите четири месеца, които прекарал в затвора. Пациентът бил излекуван без каквито и да било медицински препарати. Откритието за лечебните свойства на водата, направено в затвора, спасява живота и на доктора. Властите пожелават да демонстрират, че са причастни към неговото откритие. За 31 месеца в затвора д-р Батманжелидж успява да излекува повече от 3000 болни от язва само с вода.
В затвора той прави всестранни изследвания на лечебните свойства на водата и открива, че водата може да предотвратява, облекчава и лекува много болестни дегенеративни състояния. Затворът „Евин“ става за д-р Батманжелидж „идеална стресова лаборатория“. След като се запознава с научния му труд и постигнатите резултати в затвора, съдията отменя смъртната му присъда. Когато му предлагат предсрочно освобождаване, той решава да остане в затвора още четири месеца, за да завърши изследванията си за връзките между обезводняването и кървящата пептична язва. Отчетът за неговите открития е тайно изнесен от Иран и през юни 1983 година публикуван под формата на редакционна статия в „Journal of Clinical Gastroenterology", а анотация е поместена в научната рубрика на в. „Ню Йорк Таймс“.
През 1983 година с неговите усилия е създаден фондът „За простота в медицината“. Той се интересува от въпроса как действа хроничното непроизволно обезводняване върху човешкия организъм на молекулярно ниво и оглавява програма за изследвания в тази област. Откритията, направени от неговите сътрудници, са представени в ежегодните публикации на фонда в „Journal of Science in Medicine Simplified“ за 1991 и 1992 година, а сега са качени на сайта www.watercure.com.
Неговите изследвания в рамките на фонда водят до промяна на модела в основите на медицинската наука, когато като външен лектор на Международна конференция за рака той заявява, че болката е признак за обезводняване на човешкия организъм. Неговата революционна статия „Болката: необходимост от смяна на модела“ е публикувана през 1987 година в сп. „Journal of Anticancer Research“. Неговите изследвания показват, че ако редовно поемаме голямо количество вода, ще можем да се радваме на крепко здраве и да избягваме болестите и болестните състояния, които изискват използването на лекарствени препарати и скъпо струващи медицински процедури.
Д-р Батманжелидж посвещава цялото си време на разпространяване на информацията за лечебните свойства на водата. Неговата книга „Тялото жадува за вода" е помогнала на милиони да започнат по-щастлив и здрав живот. Гостувал е в повече от 2 хиляди радиопредавания и много телевизионни програми.
Написал е книгите „Тялото жадува за вода“, преведена на много езици; „Как да лекуваме болките в гърба и ревматичните болки в ставите“; „Вие не сте болни, вие сте жадни“, „Водата – натурално лекарство“ и „Водата лекува, лекарствата убиват“. Освен това е написал тематичната брошура „Артрит и болка в гърба"; 10-часов аудиосеминар „Водата: рецепта за здрав живот без болка“ и четири видеолекции – „Премахнете болката и предотвратете рака“, „Обезводняване и рак“, „Водата и солта – чудодейни лекарства“ и „Болката в гърба“.
Редовно пише статии за здравни списания. Последната му статия „Да чакаш да ожаднееш, значи преждевременно да умреш в мъки“ е публикувана в популярния сборник „Townsend Letters for Doctors and Patients“ за 2003 година.
Съчиненията на д-р Батманжелидж са преведени на 15 езика.

## „Тялото жадува за вода“
В публикуваната се през 1992 г. книга „Тялото жадува за вода“ д-р Батмажелидж лансира в най-завършена форма своята теория за хроничната дехидратация като основен източник за много болести. Той е убеден, че сухата уста не е първият, а последният симптом за жаждата за вода. Именно с пиене на вода той лекува:
1. Астма и алергии
2. Затлъстяване
3. Повишено съдържание на холестерол в кръвта
4. Сърдечно-съдови заболявания и инсулт
5. Захарен диабет
6. Артериална хипертония
7. Инфекция
8. Депресия и Синдром на хроничната умора
9. Нарушения на съня
10. Слабост
11. Пристрастяване
12. Остеопороза
13. Левкемия и лимфома
14. Синдром на дефицит на вниманието и хиперактивност
15. Горещи вълни
16. Подагра
17. Камъни в бъбреците

Гореща дискусия предизвиква твърдението на д-р Батманжелидж, че дехидратацията може би е един от факторите за рака и автоимунните заболявания, включително СПИН.